# 南小谷駅
南小谷駅（みなみおたりえき）は、長野県北安曇郡小谷村大字千国乙にある、東日本旅客鉄道（JR東日本）・西日本旅客鉄道（JR西日本）大糸線の駅である。駅番号は「9」。事務管コードは▲510631。

## 概要
小谷村の代表駅であり、村役場の最寄り駅である。JR東日本が管轄する電化区間と、JR西日本が管轄する非電化区間との境界駅であり、在来線では唯一のJR東日本とJR西日本との境界駅である。
JR東日本長野支社が構内施設を保有し、駅業務などを担当している。JR東日本側の列車のみ夜間滞泊がある。糸魚川方にある場内信号機付近にJR東日本・JR西日本両社の分界標識が立っている。

## 歴史
- 1935年（昭和10年）11月29日：国有鉄道大糸南線の信濃森上駅 - 中土駅間開通に伴い、一般駅として開業[1][4]。
- 1939年（昭和14年）
  - 4月21日：午前9時17分、姫川右岸風張山の崩壊により、当駅 - 信濃森上駅間が不通となる[5]。
  - 8月7日：当駅を含む信濃森上駅 - 中土駅間の一般運輸営業を停止[6]。宅扱貨物および小口扱貨物による生活必需品の運送を同年11月30日まで自動車で代行[5][6]。
- 1940年（昭和15年）
  - 1月19日：同日より、再び生活必需品の冬季代行運送を馬橇にて実施する[7][5]。
  - 11月1日：信濃森上駅 - 当駅間が開通し、信濃森上駅 - 中土駅において一般運輸営業を再開する[8]。
- 1945年（昭和20年）7月15日：水害により、信濃森上駅 - 中土駅間が被災。当駅以南が18日間、以北が20日間不通となる[5]。
- 1952年（昭和27年）7月1日：当駅 - 中土駅間において築堤が崩壊し、3か月間不通となる[5]。
- 1957年（昭和32年）
  - 8月15日：中土駅 - 小滝駅間が開通して全線開通し、所属路線名を大糸線と改称する[1][9][10]。
  - この年：行き違い設備を設置[11]。
- 1962年（昭和37年）12月25日：千国駅が開業し[12]、同時に当駅が千国駅の管理駅となる[13]。
- 1967年（昭和42年）
  - 5月19日：当駅 - 信濃森上駅間の電化着工[5]。
  - 10月1日：営業範囲を改正し、旅客、手荷物、小荷物および小口扱貨物を取り扱う駅となる[14]。
  - 12月20日：当駅 - 信濃森上駅間の電化、新宿駅 - 信濃森上駅間の急行列車および松本駅 - 信濃森上駅間の列車の一部を当駅まで延長する[15]。また、これに合せて、当駅駅舎の改築が竣工する[5]。
  - 12月：駅舎改築[16]。
- 1968年（昭和43年）
  - 3月29日：当駅に中土方逸走防止乗越転轍機を設置する[5]。
  - 12月：跨線橋を設置し、ホーム上屋を増設[11]。
- 1971年（昭和46年）
  - 1月30日：営業範囲を改正し、小口扱貨物の取り扱いを廃止して旅客駅となる[17]。
  - 9月15日：営業範囲を改正し、手荷物および小荷物の配達取り扱いを廃止[18]。
- 1973年（昭和48年）12月25日：当駅に小谷村村営観光案内所を設置する[5]。
- 1982年（昭和57年）11月15日：当駅への特急「あずさ」の定期乗り入れを開始[5]。
- 1983年（昭和58年）
  - 3月25日：大糸線全線において列車集中制御装置を導入。当駅が白馬大池駅、中土駅及び北小谷駅の管理駅となる[5]。
  - 7月5日：当駅に自動券売機を2台導入する[5]。
  - 12月14日：当駅への特急「しなの」の乗入れ開始[5]。
- 1984年（昭和59年）2月1日：営業範囲を改正し、荷物の取扱を廃止[19]。
- 1985年（昭和60年）7月17日：当駅の自動券売機1台を撤去する[5]。
- 1987年（昭和62年）4月1日：国鉄分割民営化に伴い、JR東日本・JR西日本に継承され[20]、当駅は大糸線の会社境界駅となる[21]。
- 1989年（平成元年）12月：駅舎を白色を基調として改装し、三角屋根の設置などを行う[新聞 1]。
- 1995年（平成7年）
  - 7月12日：当駅を含む白馬駅 - 根知駅間が集中豪雨（7.11水害）による土砂崩れや橋梁の崩壊により、不通となる[新聞 2]。
  - 8月1日：白馬駅 - 当駅間が復旧[新聞 3]。
- 1996年（平成8年）1月16日：当駅 - 小滝駅間において、1995年（平成7年）12月22日に国道148号が全線復旧したことに伴い、代行バスの運行を開始する[新聞 4]。
- 1997年（平成9年）
  - 11月28日：同日夜をもって、代行バスの運行を終了する[新聞 5]。
  - 11月29日：当駅 - 小滝駅間の復旧工事が完了し、営業を再開[新聞 6]。同日、当駅においてその記念式典を行う[新聞 7]。
- 2006年（平成18年）1月14日：当駅 - 糸魚川駅間に雪崩の危険ありとして、同日より同年3月9日まで同区間の運休を行う[新聞 8]。
- 2010年（平成22年）8月11日：信州デスティネーションキャンペーンに合わせて駅舎の改装を行い[報道 2]、同日その完成式を挙行する[新聞 9]。
- 2014年（平成26年）
  - 11月22日：長野県神城断層地震により、信濃大町駅 - 糸魚川駅間を23日まで運休[新聞 10]。
  - 11月26日：当駅 - 平岩駅間の復旧により、営業を再開。不通区間が白馬駅 - 当駅間となる[22]。
  - 12月7日：白馬駅 - 当駅間の運転再開により全線が復旧[新聞 11]。
- 2025年（令和7年）3月15日：当駅の特急「あずさ」の乗り入れを取りやめ[報道 3]。

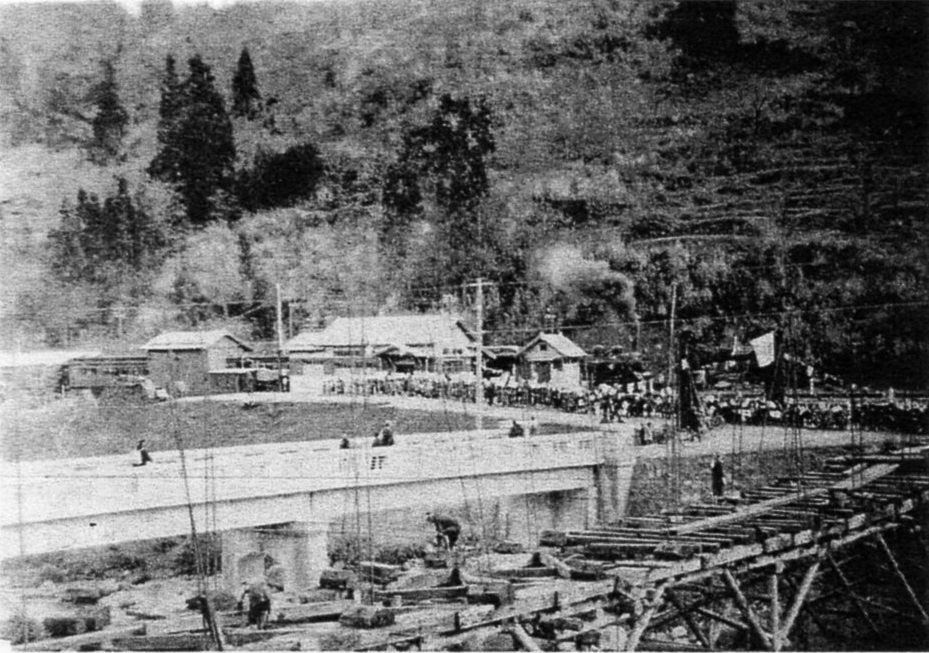
1935年11月29日、駅開業式に集う人々を姫川対岸より望む
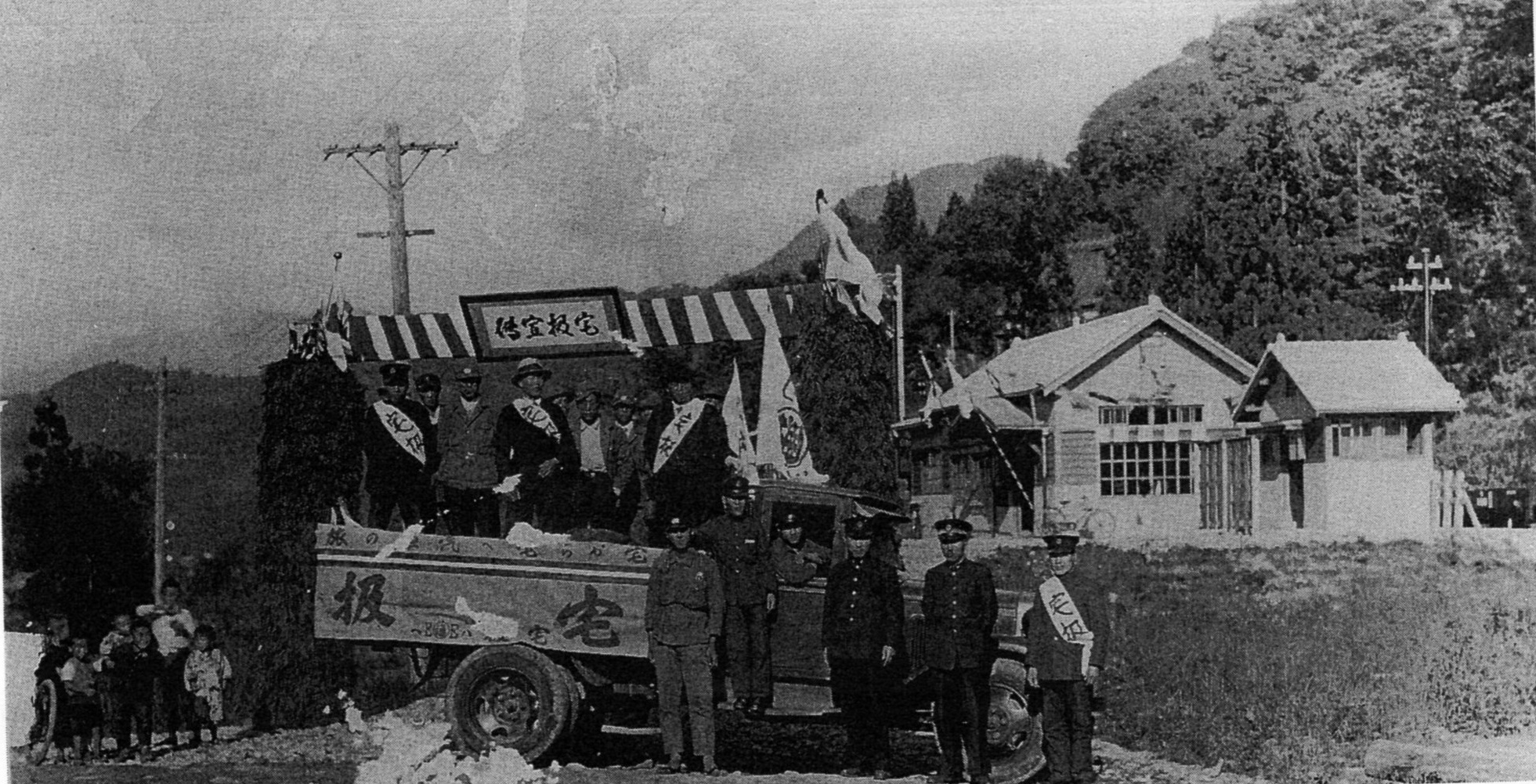
1935年11月開業当時の当駅。宅扱貨物の宣伝に努めた。

駅名について
開業当時所在した南小谷村に由来する。

## 駅構造
単式ホーム1面1線と島式ホーム1面2線、合計2面3線を有する地上駅である。互いのホームは跨線橋（階段のみ）により連絡している。
糸魚川方面約600メートルにある上り場内信号機より北は、JR西日本北陸広域鉄道部（旧：糸魚川地域鉄道部）の管轄下となっており、JR東日本とJR西日本の社界を示す標柱が立てられている。かつては架線が社界まで伸びていたが、2024年（令和6年）時点で、既にホームから見えるところまで短縮している。また、かつては当駅を越えて直通運行される列車の設定もあった。2025年（令和7年）3月14日までは特急「あずさ」が乗り入れており、1番線のみの使用だった。同年3月15日以降は、普通列車または臨時快速「リゾートビューふるさと」のみの発着となっている。
駅舎は2010年（平成22年）8月に改装されたもので、外側は蔵造り建築をモチーフとしたなまこ壁となっており、待合室には畳敷きのスペースがある。また、同スペースは、冬季には炬燵が設置される。
JR東日本の駅としては直営駅であり、管理駅として白馬大池駅と千国駅を管理している。駅舎内にはJR東日本が営業するみどりの窓口が設置されている。冬季には除雪のため数名が増員される。当駅はインターネット予約サービスはえきねっとのみ受け取り可能。

### のりば
| 番線 | 事業者   | 路線    | 行先               |
| ---- | -------- | ------- | ------------------ |
| 1    | JR東日本 | ■大糸線 | 信濃大町・松本方面 |
| 2・3 | JR西日本 | ■大糸線 | 糸魚川方面         |

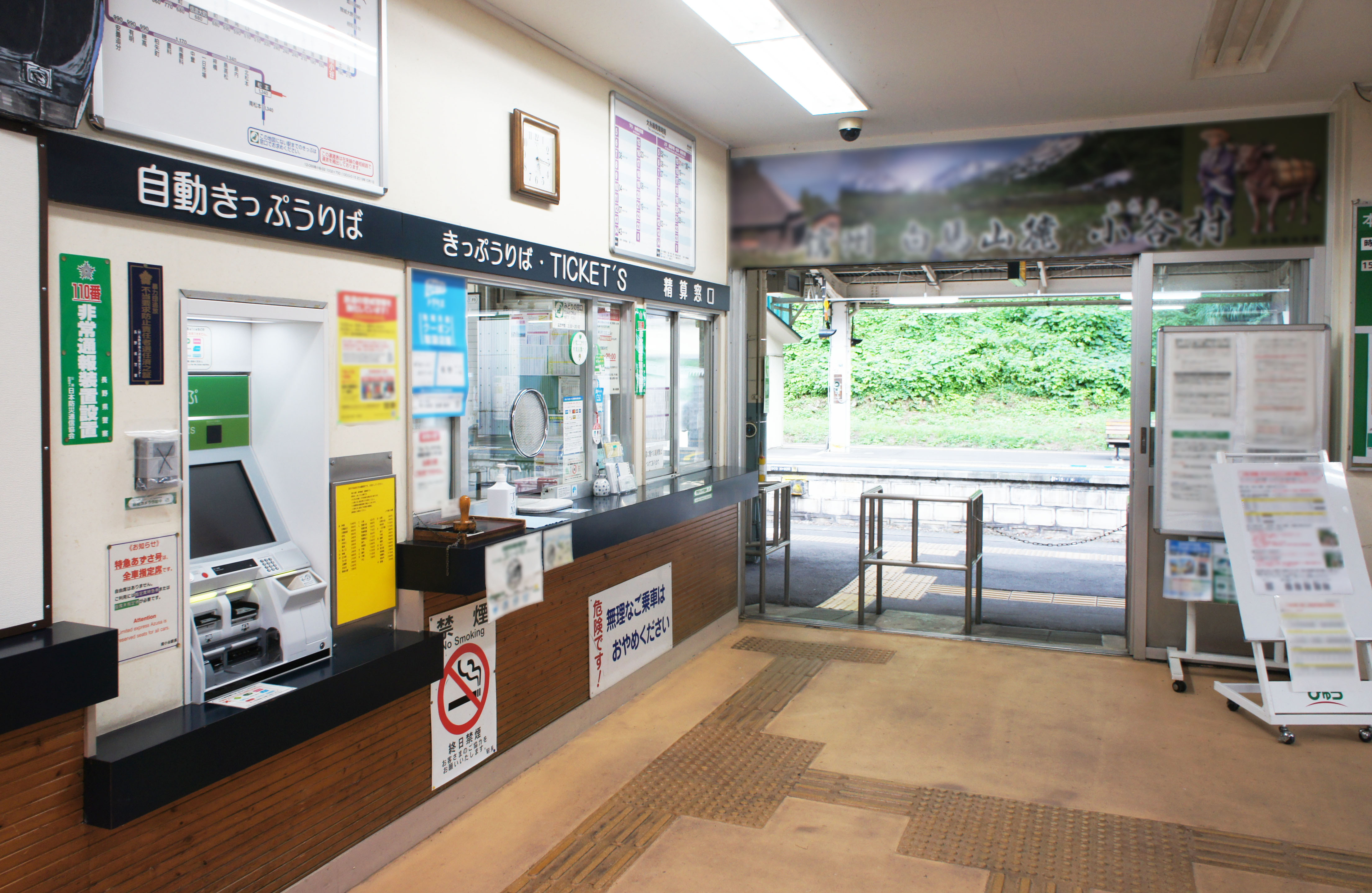
改札口（2021年8月）
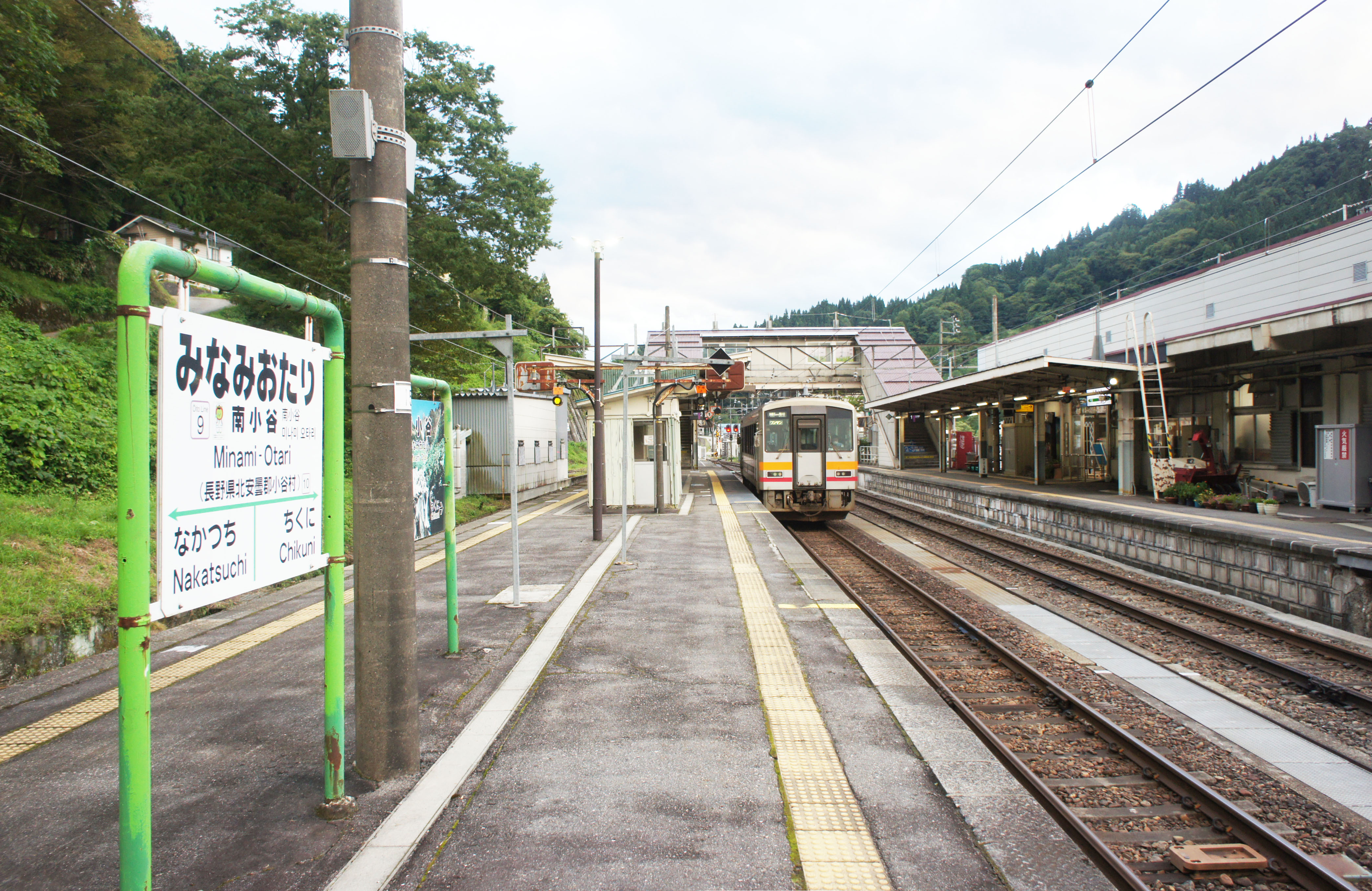
ホーム（2021年8月）

## 利用状況
JR東日本によると、2023年度（令和5年度）の1日平均乗車人員は81人である。
1935年度（昭和10年度）以降の推移は以下のとおりである。
| 1日平均乗車人員推移               | 1日平均乗車人員推移 | 1日平均乗車人員推移 | 1日平均乗車人員推移 | 1日平均乗車人員推移 |
| 年度                              | 定期外              | 定期                | 合計                | 出典                |
| --------------------------------- | ------------------- | ------------------- | ------------------- | ------------------- |
| 1935年（昭和10年）                |                     |                     | 19                  | [ 県 1 ]            |
| 1936年（昭和11年）                |                     |                     | 43                  | [ 県 2 ]            |
| 1950年（昭和25年）                |                     |                     | 157                 | [ 県 3 ]            |
| 1954年・1955年 （昭和29年・30年） |                     |                     | 226                 | [ 県 4 ]            |
| 1960年・1961年 （昭和35年・36年） |                     |                     | 699                 | [ 県 5 ]            |
| 1965年（昭和40年）                |                     |                     | 457                 | [ 県 6 ]            |
| 1970年（昭和45年）                |                     |                     | 491                 | [ 県 7 ]            |
| 1975年（昭和50年）                |                     |                     | 495                 | [ 県 8 ]            |
| 1980年（昭和55年）                |                     |                     | 472                 | [ 県 9 ]            |
| 1982年（昭和57年）                |                     |                     | 488                 | [ 県 10 ]           |
| 1983年（昭和58年）                |                     |                     | 708                 | [ 県 11 ]           |
| 1984年（昭和59年）                |                     |                     | 497                 | [ 県 12 ]           |
| 1994年（平成06年）                |                     |                     | 437                 | [ 県 13 ]           |
| 1995年（平成07年）                |                     |                     | 387                 | [ 県 14 ]           |
| 1996年（平成08年）                |                     |                     | 413                 | [ 県 15 ]           |
| 1997年（平成09年）                |                     |                     | 371                 | [ 県 16 ]           |
| 1998年（平成10年）                |                     |                     | 328                 | [ 県 17 ]           |
| 1999年（平成11年）                |                     |                     | 249                 | [ 県 18 ]           |
| 2000年（平成12年）                |                     |                     | 249                 | [ JR 2 ]            |
| 2001年（平成13年）                |                     |                     | 215                 | [ JR 3 ]            |
| 2002年（平成14年）                |                     |                     | 168                 | [ JR 4 ]            |
| 2003年（平成15年）                |                     |                     | 159                 | [ JR 5 ]            |
| 2004年（平成16年）                |                     |                     | 150                 | [ JR 6 ]            |
| 2005年（平成17年）                |                     |                     | 144                 | [ JR 7 ]            |
| 2006年（平成18年）                |                     |                     | 129                 | [ JR 8 ]            |
| 2007年（平成19年）                |                     |                     | 134                 | [ JR 9 ]            |
| 2008年（平成20年）                |                     |                     | 119                 | [ JR 10 ]           |
| 2009年（平成21年）                |                     |                     | 120                 | [ JR 11 ]           |
| 2010年（平成22年）                |                     |                     | 100                 | [ JR 12 ]           |
| 2011年（平成23年）                |                     |                     | 108                 | [ JR 13 ]           |
| 2012年（平成24年）                | 62                  | 40                  | 102                 | [ JR 14 ]           |
| 2013年（平成25年）                | 63                  | 42                  | 105                 | [ JR 15 ]           |
| 2014年（平成26年）                | 58                  | 48                  | 106                 | [ JR 16 ]           |
| 2015年（平成27年）                | 66                  | 54                  | 121                 | [ JR 17 ]           |
| 2016年（平成28年）                | 67                  | 56                  | 123                 | [ JR 18 ]           |
| 2017年（平成29年）                | 61                  | 54                  | 116                 | [ JR 19 ]           |
| 2018年（平成30年）                | 60                  | 39                  | 100                 | [ JR 20 ]           |
| 2019年（令和元年）                | 48                  | 35                  | 83                  | [ JR 21 ]           |
| 2020年（令和02年）                | 22                  | 28                  | 50                  | [ JR 22 ]           |
| 2021年（令和03年）                | 31                  | 26                  | 58                  | [ JR 23 ]           |
| 2022年（令和04年）                | 51                  | 31                  | 83                  | [ JR 24 ]           |
| 2023年（令和05年）                | 52                  | 29                  | 81                  | [ JR 1 ]            |

## 駅周辺
駅前に食品などを取り扱う商店が存在する。
- 小谷村役場
- 南小谷郵便局
- 小谷郷土館

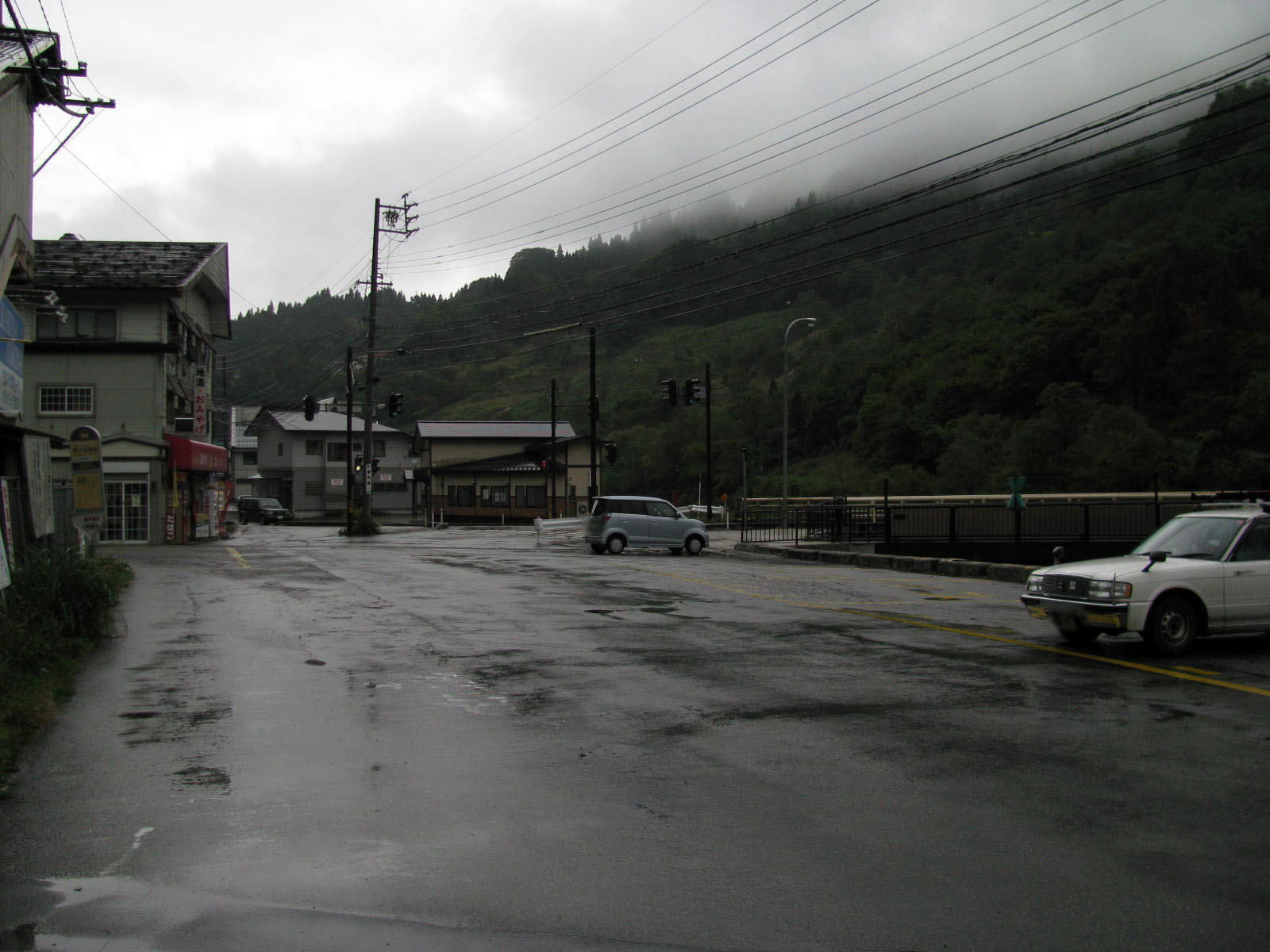
駅前

- 国道148号、雨中・月岡バイパス - 事業中
- 松本糸魚川連絡道路（小谷道路） - 事業中
- 姫川

## バス路線
小谷村営バスの路線が運行されている。詳細は当該記事を参照。

## その他
- 大糸線内の週末パスフリーエリアは、当駅までである[27][報道 4]。
- 当駅南北双方から発着する列車同士の乗り継ぎ待ちが長いことが多く、最長60分以上待つこともある。

## 隣の駅
東日本旅客鉄道（JR東日本）
■大糸線（松本方面）
千国駅 (10) - 南小谷駅 (9)
西日本旅客鉄道（JR西日本）
■大糸線（糸魚川方面）
南小谷駅 - 中土駅

### 記事本文